# ستيكس (قمر)
اس/2012 بي 1(المعروف أيضا باسم S\/2012 (134340) 1 أو P5) هو قمر طبيعي تابع لكوكب بلوتو. أُعلن عن وجوده في 11 تموز (يوليو) 2012. وهو القمر الخامس لبلوتو الموكد. ويشار إلى أنه قد تم اكتشاف القمر الرابع لبلوتو عام 2011، وهو S\/2011 ف 1

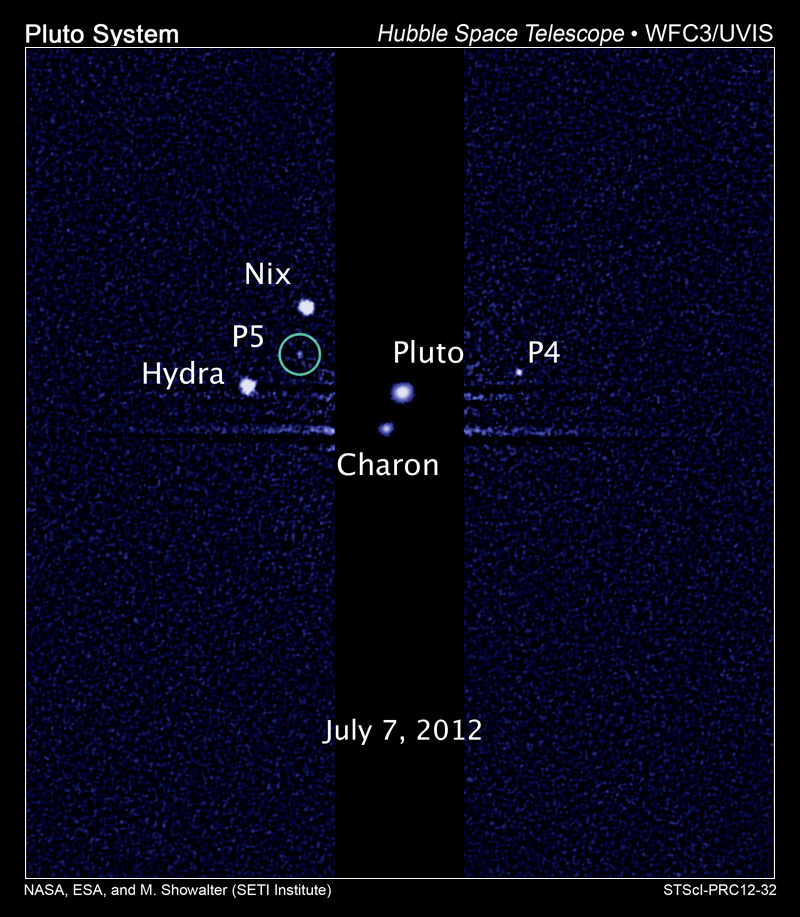
اكتشف قمر ستيكس بتلسكوب الفضاء هابل